# Ida de Boulogne
 Ida de Boulogne  o Ida de Lorena, nascuda vers 1040 a Ardennes, fou una descendent de Carlemany. Era filla de Godefreu II el Barbut, duc de Baixa Lotaríngia, i de Doda. Era igualment la neboda del papa Esteve IX. Va morir el 1113 i se la celebra el 13 d'abril. La seva pietat i la seva humilitat la van fer beatificar.
Es va casar vers el 1056 amb Eustaqui II (vers 1020 † 1085), comte de Boulogne, i va donar a llum a:
- Eustaqui III (vers 1058 † apr. 1125), comte de Boulogne;

- Jofré de Bouillon (vers 1061 † 1100), duc de Baixa Lotaríngia, després advocat del Sant Sepulcre;

- Balduí de Boulogne (vers 1065 † 1118), comte d'Edessa i després rei de Jerusalem sempre com a Balduí I.

Va alletar ella mateixa als seus fills. D'una gran pietat, es va escriure amb Anselm, Arquebisbe de Canterbury al qual va fer el seu director espiritual.
Va protegir les esglésies, sobretot la basílica de Notre-Dame-de-l'Immaculée-Conception de Boulogne-sur-Mer i va fundar diverses abadies a Picardia; sobretot va restaurar l'abadia de Saint-Wulmer a Samer.
Fou inhumada al monestir del Wast però el seu cos reposa avui al convent de les benedictines de Bayeux.
El rei Lluís XI de França la va designar patrona de Boulogne i del comtat l'abril de 1478.